# Книжка учёта прыжков с парашютом
Книжка учёта прыжков с парашютом (или «парашютная книжка») — документ, в котором учитываются выполненные прыжки с парашютом. В Российской Федерации является основным учётным документом парашютиста.  У пилотов данные о прыжках заносятся в лётную книжку.
Книжки могут быть разных форматов и образцов, но в ней должны быть отражены следующие моменты:
- номер прыжка;
- дата выполнения прыжка;
- цель и результат прыжка (время свободного падения и выполнения фигур, отклонение от нулевой мишени и т.д.);
- высота отделения от летательного аппарата;
- тип летательного аппарата и парашютного снаряжения. Каждая страница заверяется подписью и печатью организации, в которой выполнялись прыжки.

Также книжка может содержать:
- Общие данные о парашютисте
- Годовые итоги выполнения прыжков
- Данные о теоретической подготовке
- Наземная подготовка
- Прохождение сборов, участие в соревнованиях
- Сведения о заключении ВЛК
- Особые случаи при прыжках с парашютом
- Список упражнений КПП